# Dave Mirra

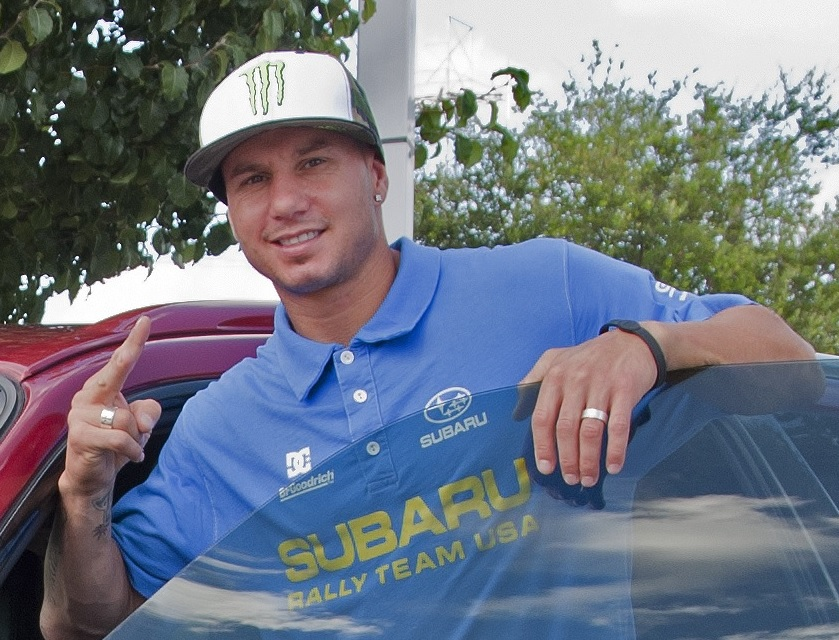
Dave Mirra 2010.

David "Dave" Michael Mirra, född 4 april 1974 i Chittenango, New York, död 4 februari 2016 i Greenville, North Carolina, var en amerikansk idrottare som tävlade i olika extremsporter som BMX och rallycross.
Mirra studerade vid California State Polytechnic University i Pomona.
Under 1990-talet följde han efter sin bror till Greenville, North Carolina. Staden var en samlingsplats för BMX-aktivister med cirka 20 professionella utövare. Dave Mirra blev 1992 professionell och 1995 vann han sin första medalj vid X Games. Mellan 1996 och 2010 vann han varje år en medalj (undantag 2006), däribland 14 guldmedaljer. Från och med 2011 tävlade Mirra i rallycross och efter 2014 deltog han även i olika triathlontävlingar.
Fram till 2013 var Mirra den idrottare som hade vunnit flest medaljer vid X Games; rekordet förbättrades av Bob Burnquist. 2014 ingick Mirra i ett fyramannalag som vann cykeltävlingen Race Across America.
Han var gift och hade två döttrar.
Den 4 februari 2016 påträffades Mirra död i en pickup. Polisen utgår ifrån att han sköt sig själv.